# Rakhat Kalzhan
Rakhat Kalzhan (19 ottobre 1998) è un lottatore kazako, specializzato nella lotta libera.
Ai Campionati asiatici di Ulan Bator 2022 ha vinto la medaglia d'argento nel toreno dei 57 kg, perdendo in finale con l'indiano Ravi Kumar Dahiya.

## Palmarès
| Anno | Manifestazione              | Sede        | Evento | Risultato | Note |
| ---- | --------------------------- | ----------- | ------ | --------- | ---- |
| 2017 | Campionati asiatici cadetti | Nuova Delhi | 46 kg  | Bronzo    |      |
| 2017 | Mondiali junior             | Tampere     | 50 kg  | 5º        |      |
| 2018 | Mondiali junior             | Trnava      | 57 kg  | 10º       |      |
| 2018 | Mondiali U23                | Bucarest    | 57 kg  | 13º       |      |
| 2021 | Mondiali U23                | Belgrado    | 57 kg  | 7º        |      |
| 2022 | Campionati asiatici         | Ulan Bator  | 57 kg  | Argento   |      |